# Ampolla deferente
La ampolla deferente es un ensanchamiento que da fin a los conductos deferentes y los une al colector seminal, presente en el sistema reproductor masculino.